# Dụ ngôn Tên mắc nợ không biết thương xót
Dụ ngôn Tên mắc nợ không biết thương xót hay "tên đầy tớ không biết thương xót" là một dụ ngôn của Chúa Giêsu được ghi chép trong Tân Ước, đề cập đến lòng bao dung tha thứ của Thiên Chúa đối với con người, và vấn nạn không biết tha thứ xảy ra ở phần lớn con người.

## Tường thuật
| “                                                                      | Bấy giờ, ông Phêrô đến gần Đức Giêsu mà hỏi rằng: "Thưa Thầy, nếu anh em con cứ xúc phạm đến con, thì con phải tha đến mấy lần? Có phải bảy lần không?" Đức Giêsu đáp: "Thầy không bảo là đến bảy lần, nhưng là đến bảy mươi lần bảy". Vì thế, Nước Trời cũng giống như chuyện một ông vua kia muốn đòi các đầy tớ của mình thanh toán sổ sách. Khi nhà vua vừa bắt đầu, thì người ta dẫn đến một kẻ mắc nợ vua mười ngàn nén vàng. Y không có gì để trả, nên tôn chủ ra lệnh bán y cùng tất cả vợ con tài sản mà trả nợ. Bấy giờ, tên đầy tớ ấy sấp mình xuống bái lạy: "Thưa Ngài, xin rộng lòng hoãn lại cho tôi, tôi sẽ lo trả hết". Tôn chủ của tên đầy tớ ấy liền chạnh lòng thương, cho y về và tha luôn món nợ. Nhưng vừa ra đến ngoài, tên đầy tớ ấy gặp một người đồng bạn, mắc nợ y một trăm quan tiền. Y liền túm lấy, bóp cổ mà bảo: "Trả nợ cho tao!" Bấy giờ, người đồng bạn sấp mình xuống năn nỉ: "Thưa anh, xin rộng lòng hoãn lại cho tôi, tôi sẽ lo trả anh". Nhưng y không chịu, cứ tống anh ta vào ngục cho đến khi trả xong nợ. Thấy sự việc xảy ra như vậy, các đồng bạn của y buồn lắm, mới đi trình bày với tôn chủ đầu đuôi câu chuyện. Bấy giờ, tôn chủ cho đòi y đến và bảo: "Tên đầy tớ độc ác kia, ta đã tha hết số nợ ấy cho ngươi, vì ngươi đã van xin ta, thì đến lượt ngươi, ngươi không phải thương xót đồng bạn, như chính ta đã thương xót ngươi sao?" Rồi tôn chủ nổi cơn thịnh nộ, trao y cho lính hành hạ, cho đến ngày y trả hết nợ cho ông. Ấy vậy, Cha của Thầy ở trên trời cũng sẽ đối xử với anh em như thế, nếu mỗi người trong anh em không hết lòng tha thứ cho anh em mình". | ” |
| — Matthew 18:21-35, Bản dịch của Nhóm Phiên dịch Các giờ kinh Phụng vụ | |   |

## Luận giải

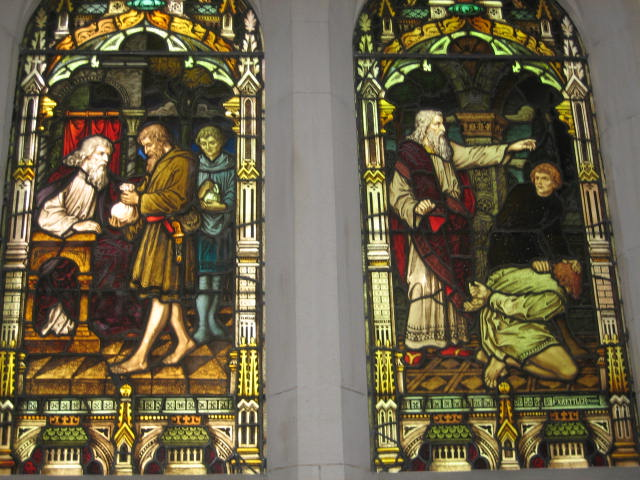
Tranh khắc kính minh họa câu chuyện tại nhà thờ Scots' Church, Melbourne

Dụ ngôn tương tự được chép trong Phúc âm Luca 17:3-4. Một nén vàng trong dụ ngôn này có giá trị tương đương 6.000 quan tiền. Vì vậy, khoản nợ mười ngàn nén vàng là một khoản nợ rất lớn.
Khoản nợ này tượng trưng cho những tội lỗi mà con người đã phạm. Thiên Chúa luôn bao dung, tha thứ cho người mắc rất nhiều tội (như ông vua tha cho người nợ rất nhiều tiền) và ngài đòi hỏi người ấy cũng phải tha thứ cho những người anh em lỗi phạm đến mình. Tuy nhiên, bản chất thường thấy ở con người là không biết tha thứ cho nhau, dù là những điều nhỏ nhất. Ví như tên mắc nợ đáng lẽ ra phải tha cho người bạn mắc nợ mình chỉ có một trăm quan tiền, trong khi y đã được tha khoản nợ đến mười ngàn nén vàng từ tôn chủ. Nhưng y đã không làm như thế nên phải chịu hậu quả. Thiên Chúa cũng sẽ ra tay trừng phạt những kẻ đã được ngài tha thứ mà lại không tha thứ cho anh em mình giống như vậy.